# Stadtarchiv Kamenz

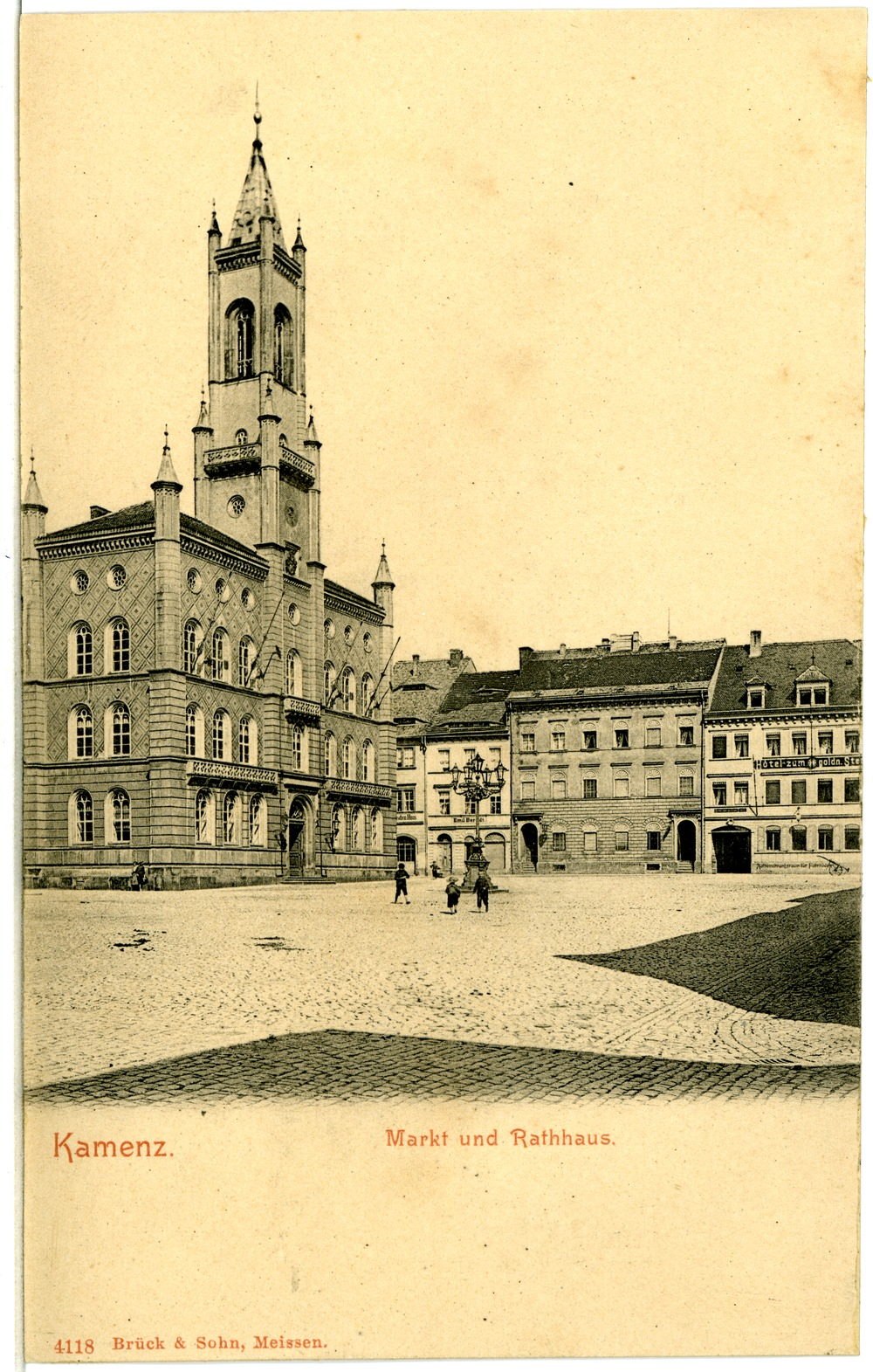
Kamenz, Markt mit Rathaus, Postkarte von Brück & Sohn Kunstverlag Meißen (04118), 1903.

Das Stadtarchiv Kamenz ist eines der ältesten Oberlausitzer Kommunalarchive. Es befindet sich im Kamenzer Rathaus. Durch seine geringen Überlieferungsverluste ist es einmalig unter den Kommunalarchiven der Ober- und Niederlausitzer Kleinstädte und nimmt auch in Sachsen einen besonderen Rang ein. Besonders in der Nachwendezeit war das Kamenzer Stadtarchiv auch eine angesehene Institution in der historischen Forschung. Prägend für diese Zeit war der Stadtarchivar  Matthias Herrmann. Das Stadtarchiv bewahrt abertausende Dokumente beginnend im frühen 14. Jahrhundert. Darunter finden sich neben Urkunden, Stadtbüchern und Akten auch Standesamtsbücher, Testamente und die beinahe vollständige Überlieferung der lokalen Zeitungen. Letztere setzen im Jahr 1822 ein. Auch einige Vereins- sowie Firmenarchive finden sich im Stadtarchiv, so etwa das in den späten 1990ern gerettete Firmenarchiv der Kamenzer Sachsenquell Brauerei.

## Geschichte
Erste Erwähnungen des Stadtarchivs finden sich bereits im ausgehenden Mittelalter. Im dritten Kamenzer Stadtbuch wird von eisernen Truhen und Dokumenten im Gewölbe des Ratshauses berichtet. Trotz mannigfacher Stadtbrände gelang es ganz offenbar einen Großteil der Überlieferung bis in die heutige Zeit zu retten. Dies gilt auch für den letzten großen Kamenzer Stadtbrand von 1842, welchem auch das alte Kamenzer Rathaus zum Opfer fiel. An seiner statt wurde ein Neubau im Stil der Neorenaissance errichtet, welcher erneut auch Räume für das Stadtarchiv bot. Schon in der Gründerzeit und mehr noch nach der Jahrhundertwende kam es durch forschende Archivare im Stadtarchiv zu einem ersten Schub der lokalen Forschung. Zu nennen sind hier Friedrich Ferdinand Klix sowie vor allem Paul Georg Uhlig und Gerhard Stephan. Während der Zeit der DDR wurde das Stadtarchiv weitestgehend ehrenamtlich betreut und teilweise ungenügend untergebracht. Mit der Berufung von Matthias Herrmann zum Stadtarchivar im Jahr 1991 begann eine neue Blütezeit, sowohl des Stadtarchivs als auch der lokalen wie regionalen Geschichtsforschung. Im Jahr 2006 wurde das Stadtarchiv Kamenz in die Städtischen Sammlungen Kamenz integriert. Seit 2007 wird das Stadtarchiv von Thomas Binder geleitet.

## Bestände
Einer der größten Schätze des Kamenzer Stadtarchivs sind die fast in Gänze erhaltenen Stadtbuchreihen seit dem Jahr 1400. Laut Index Librorum Civitatum befinden sich insgesamt 1065 Stadtbuchbände im Stadtarchiv (Stand 15. Mai 2022). Diese werden in letzter Zeit auch in der historischen Forschung stärker wahrgenommen. In einem der Stadtbücher findet sich im Jahr 1763 ein sorbischer Bürgereid, welcher mit zwei anderen ähnlichen Eiden aus Bautzen (frühes 16. Jh.) und Liebrose (um 1550) zu den einzigen seiner Art gehört. Er ist deutliches Indiz für die Stärke der sorbischen Bevölkerung im Kamenzer Gebiet der Frühen Neuzeit und weist damit auf eine Kontinuität seit den Jahren der Stadtgründung. Neben den Stadtbüchern finden sich noch mehrere hundert Urkunden in den Rollregalanlagen, einige von ihnen wurden im 19. Jahrhundert durch Hermann Knothe als Edition herausgegeben. Auch eine spätmittelalterliche Stadtchronik, die sogenannte Haberkornsche Chronik, findet sich im Stadtarchiv. Sie liegt mittlerweile gedruckt vor.
Ein moderner Überlieferungsbildner ist das in großem Umfang gerettete Firmenarchiv der Sachsenquell Brauerei Kamenz. Diese ist nicht nur von lokalhistorischer Bedeutung, sondern stellte auch eine der wenigen Kommanditgesellschaften in Zeiten der ehemaligen DDR dar. Große Teile des Bestandes unterliegen jedoch noch Schutzfristen und bedürfen eine tieferen Erschließung.
Generell lässt sich feststellen, dass es in den letzten Jahren gelungen ist, alle Bestände bis in die Wendejahre hinein zu erschließen und in das vor Ort genutzte FAUST-System aufzunehmen.

## Ratsbibliothek
Eine der Besonderheiten der Bestände des Kamenzer Stadtarchivs ist die angegliederte alte Ratsbibliothek. Diese ursprüngliche Privatbibliothek setzte sich aus den (Teil)Beständen der Bibliotheken der Freiberger Stadtärzte und Chronisten Daniel Thorschmidt und Andreas Möller zusammen, die vom ehemaligen Bürgermeister Reichel erworben und 1676 durch den Rat der Stadt angekauft wurde. Seitdem bildet sie den Grundstock der alten Ratsbibliothek. Ein besonderer Schatz ist ein zwischen 1517 und 1520 entstandener Sammelband mit 26 Drucken und zahlreichen handschriftlichen Aufzeichnungen, welcher durch Georg Rörer angelegt wurde. Dieser gehörte zu den engsten Mitarbeitern Martin Luthers. Es steht zu vermuten, dass er mit den handschriftlichen Anmerkungen eine Veröffentlichung der Schriften vorbereitete.

## Publikationsreihe
Das Stadtarchiv Kamenz unterhält unter anderem eine eigene Publikationsreihe. Diese war früher enger an den Kamenzer Geschichtsverein angelehnt, existiert nun jedoch  eigenständig. Die Hauptziele der Reihe sind die Erforschung der Lokalgeschichte sowie der Bestände des Stadtarchivs. Folgende Bände sind in der Reihe „Veröffentlichungen aus dem Stadtarchiv Kamenz“  erschienen:
- Thomas Binder (Hrsg.), 666 Jahre Sechsstädtebund (Veröffentlichungen aus dem Stadtarchiv Kamenz Bd. 1), Görlitz/Zittau 2012.
- Caspar Haberkorn, Annalen der Stadt Kamenz, hrsg. v. Lars-Arne Dannenberg (Veröffentlichungen aus dem Stadtarchiv Kamenz Bd. 2 sowie Scriptores rerum lusaticarum Bd. 7), Görlitz/Zittau 2012.
- Willy Muhle (Bearb.) / Thomas Binder, Stadtgeschichte von Kamenz (1945–1949). Kamenzer Stadtgeschichte seit dem Zusammenbruch des Hitler-Reiches (Veröffentlichungen aus dem Stadtarchiv Kamenz Bd. 3), Görlitz/Zittau 2013.
- Matthias Herrmann, Das Reichsarchiv (1919–1945). Eine archivische Institution im Spannungsfeld der deutschen Politik (Veröffentlichungen aus dem Stadtarchiv Kamenz Bd. 4), Kamenz 2019.